# Cantone di Saint-Béat
Il Cantone di Saint-Béat era una divisione amministrativa dell'Arrondissement di Saint-Gaudens.
A seguito della riforma approvata con decreto del 13 febbraio 2014, che ha avuto attuazione dopo le elezioni dipartimentali del 2015, è stato soppresso.

## Composizione
Comprendeva 22 comuni:
- Argut-Dessous
- Arlos
- Bachos
- Baren
- Bezins-Garraux
- Binos
- Boutx
- Burgalays
- Cazaux-Layrisse
- Chaum
- Cierp-Gaud
- Esténos
- Eup
- Fos
- Fronsac
- Guran
- Lège
- Lez
- Marignac
- Melles
- Saint-Béat
- Signac